# Citoqueratina

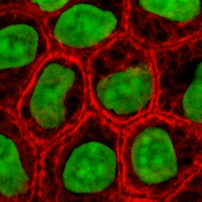
Filamentos intermediários de queratina (corados em vermelho) em células epiteliais.

As citoqueratinas são proteínas de queratina que compõem filamentos intermediários encontrados no citoesqueleto intracitoplasmático do tecido epitelial. O termo "citoqueratina" começou a ser utilizado no fim da década de 1970, quando as subunidades proteicas de filamentos intermediários de queratina foram identificadas e caracterizadas pela primeira vez no interior de células. Em 2006, uma nova nomenclatura sistemática para as queratinas foi criada e, hoje, as proteínas, anteriormente chamadas de "citoqueratinas", são chamadas, simplesmente, de queratinas.

## Tipos

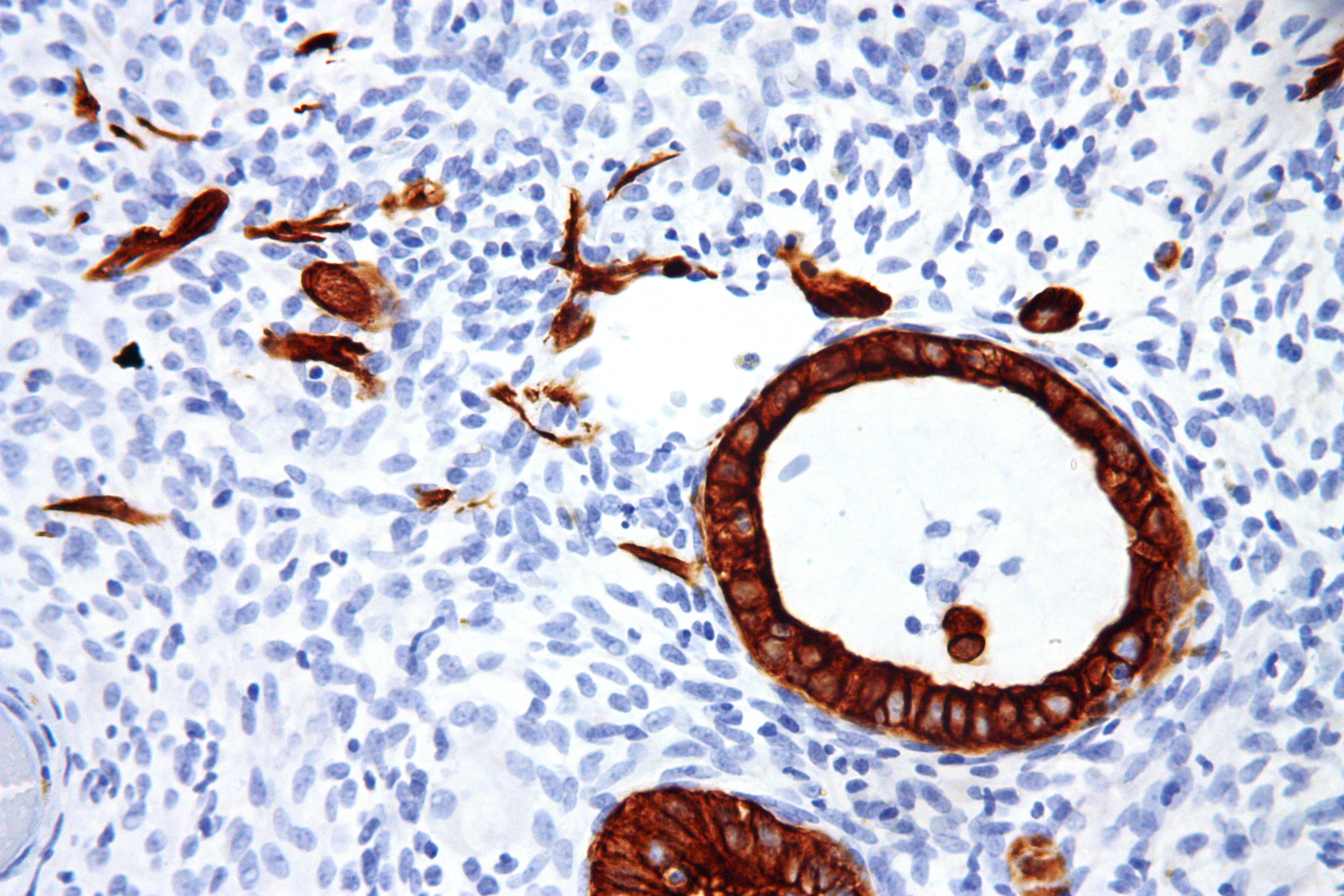
Micrografia mostrando citoqueratina de baixo peso molecular corada em células do trofoblastos intermediários (tecido placentário) e de glândulas endométricas.

Existem dois tipos de citoqueratinas: as citoqueratinas ácidas de tipo I e as citoqueratinas básicas ou neutras de tipo II. As citoqueratinas são, geralmente, encontradas em pares, compreendendo uma citoqueratina tipo I e outra de tipo II. As citoqueratinas básicas ou neutras compreendem as CK1, CK2, CK3, CK4, CK5, CK6, CK7, CK8 e CK9.  As citoqueratinas ácidas são a CK10, CK12, CK 13, CK14, CK16, CK17, CK18, CK19 e CK20. As citoqueratinas podem ser divididas entre as de baixo e alto peso molecular, baseando-se, somente, no próprio peso molecular dessas proteínas. A expressão dessas citoqueratinas é frequentemente órgão ou tecido-específica. Como exemplo, a CK7 é tipicamente expressa no ducto epitelial do trato genitourinário e a CK20 é mais comum no trato gastrointestinal. Os histopatologistas empregam essas distinções para detectar a origem das células de vários tumores.
O subconjunto das citoqueratinas que uma célula epitelial expressa depende, principalmente, do tipo de epitélio, do momento de diferenciação e do estágio de desenvolvimento da célula. Assim, essas características específicas das citoqueratinas permitem a classificação de todos os epitélios em função do perfil de expressão de citoqueratinas. Além do mais, isso também se aplica aos correspondentes malignos dos epitélios (carcinomas), já que o perfil de citoqueratinas tende a permanecer constante quando um epitélio passa por uma transformação maligna. A principal implicação clínica é o estudo do perfil de citoqueratinas por técnicas de imuno-histoquímica como ferramenta de imenso valor, amplamente utilizada, para o diagnóstico e a caracterização de tumores.